# A.J. Jefferson
Anthony Jefferson, detto A.J. (Bakersfield, 4 aprile 1988), è un giocatore di football americano statunitense che gioca nel ruolo di cornerback per i Seattle Seahawks della National Football League (NFL). Non selezionato nell'ambito del Draft NFL 2010, fu in seguito ingaggiato dagli Arizona Cardinals come undrafted free agent. Al college giocò a football presso la Fresno State University.

## Carriera universitaria
Dopo aver frequentato la West High School, Jefferson accettò la proposta offertagli dai Fresno State Bulldogs. Nel primo anno da freshman egli giocò soprattutto per lo special team scendendo in campo 12 volte e mettendo a segno 7 tackle. Come sophomore l'anno successivo giocò in 10 partite come cornerback mettendo a segno 37 tackle e due touchdown su kickoff return, fu leader in NCAA per kickoff return in media (35,8 yard) e fu eletto tre volte WAC Special Teams Player, oltre che inserito a fine anno in diversi All-America teams. Nel 2008 fu quinto in NCAA per kickoff return in media (29,3 yard) e giocò 11 partite (saltò due match per infortunio) scendendo in campo come titolare nelle prime 6 mettendo a segno 31 tackle tra difesa e special team e fu nominato una volta WAC Special Teams Player of the Week.

## Carriera professionistica

### Arizona Cardinals
Annunciata la sua intenzione di saltare l'ultimo anno di college e rendersi eleggibile per il Draft NFL 2010, nonostante venisse pronosticato al termine della Combine tra 4º e 5º giro, non fu selezionato da alcuna squadra. Tuttavia il 27 aprile fu scelto dai Cardinals assieme ad altri 9 giocatori e il 28 settembre venne inserito nella squadra d'allenamento. Con i Cardinals il primo anno fu inattivo per gran parte della stagione scendendo in campo in sole due occasioni, come riserva, senza peraltro far registrare alcuna statistica. Nel 2011 invece, inserito a pieno titolo nel roster, prese parte a tutti e 16 gli incontri di stagione regolare, disputando 7 gare da titolare, mettendo a segno 66 tackle, un intercetto e un fumble recuperato.

### Minnesota Vikings
Nel 2012, divenuto unrestricted free agent, fu ingaggiato dai Vikings (che ricevettero dai Cardinals anche la scelta nel 7º giro nel Draft NFL 2013 in cambio della loro scelta al 6º giro nel medesimo Draft) con cui nel primo anno gioca tutti e 16 gli incontri di stagione regolare, incluse 7 partite come titolare, mettendo a segno 37 tackle ed un fumble recuperato. Jefferson trovò maggior spazio soprattutto sul finire di stagione, quando il collega di ruolo, nonché CB titolare, Chris Cook si ruppe l'avambraccio a novembre e fu costretto a saltare il finale di stagione. A fine anno gli fu rinnovato il contratto per un'altra stagione.
Il 25 novembre 2013 fu licenziato dai Vikings a seguito del suo arresto per violenza domestica ai danni della propria ragazza. Egli aveva fino a quel momento disputato 10 partite (nessuna delle quali come titolare), mettendo a referto 5 tackle solitari, un passaggio deviato e soprattutto un intercetto messo a segno ai danni di Tony Romo, nella partita persa dai Vikings 23-27 contro i Dallas Cowboys, che fu anche l'unico, fino alla settimana 13, messo a segno da un cornerback della franchigia del Minnesota in stagione.

### Seattle Seahawks
Il 2 maggio 2014, Jefferson firmò coi Seattle Seahawks.

## Statistiche
| Partite totali      | 43 |
| Partite da titolare | 14 |
| Sack                | 0  |
| Fumble recuperati   | 2  |
| Intercetti          | 2  |

Statistiche aggiornate alla stagione 2013